# 田添菜穂子
田添 菜穂子（たぞえ なほこ、1975年4月24日 - ）は、フリーアナウンサー。元TBC東北放送のアナウンサー。
福岡県築上町（旧築上郡築城町）出身。福岡県明治学園高校卒業。イギリス・ノッティンガム大学留学を経て横浜国立大学経済学部を卒業後1999年にTBC入社。2006年5月31日付でTBCを退社。
血液型はO型。1児の母親。2010年9月よりホリプロに所属。

## 人物
2018年平昌オリンピックに出場した女子カーリング日本代表藤澤五月選手にそっくりだと話題になり、AbemaNews（AbemaTV）に出演した。

## 出演番組

### 現在
ラジオ
- クラシックの庭（2024年4月 - 、NHK-FM）

### TBCアナウンサー時代
ラジオ
- YAGIYAMA発 ラジオな気分
- イキナリ!金曜日『田添菜穂子のSuperCountdown』

テレビ
- グッデイみやぎ
- ニュースの森 TBC
- ぐらまらす火曜館ナレーション

### フリーアナウンサー転向後
ラジオ
- DJクラシック～首藤康之の踊る旋律（NHK-FM）
- DJクラシック～宮尾俊太郎の舞踊へのエスコート（NHK-FM）[3]

その他
- オーケストラコンサート司会[4]